# 이종백
이종백(李鐘伯, 1950년 8월 8일 ~ , 울산)은 대한민국의 법조인이다.
부산고등학교, 서울대학교 법대를 나와 사법시험(제17회)에 합격한 뒤 대통령 사정비서관, 인천지검장, 서울중앙지검장, 서울고검장 등을 거쳐 2007년 8월 9일에 국가청렴위원장으로 활동했었다. 노무현 대통령과 사법고시 동기이기도 하다.
국회의원 노회찬은 “이종백 고검장은, 인천지검장 시절 임창욱 대상그룹 회장(이건희 삼성그룹 회장의 사돈)의 범죄사실을 모두 밝히고도 ‘참고인중지’ 처분한 전력이 있다”고 말하였다.
또한 삼성 에버랜드 전환사채(CB) 저가 배정 사건과 관련하여
“이종백 현 서울고검장은 2004년 6월 1일 서울지검장으로 부임한 지 16일 만에 에버랜드사건 수사전담부서를 ‘특수2부’에서 ‘금융조사부’로 바꿔버렸다. 2003년 12월 1일 박노빈․허태학을 기소한 특수2부(부장검사 채동욱)는 주범인 이건희 삼성 회장으로 수사망을 좁혀가고 있었는데, 의욕적인 수사를 펼치고 있는 수사팀을 아예 교체해 버리는 것은 도저히 납득할 수 없는 일”

이라고 지적했다.
김용철 삼성 전 법무팀장은 이종백 전 고검장이 삼성의 뇌물을 받은 검사들 중의 하나라고 주장하였다.